# Cimetière national de Danville (Virginie)
Le cimetière national de Danville est un cimetière national des États-Unis situé dans la ville de Danville, en Virginie. Administré par le département des États-Unis des affaires des anciens combattants, il s'étend sur 3,5 acres (1,4 ha) et, à la fin de 2005, il contenait 2 282 inhumations. Il est géré par Cimetière national de Salisbury.

## Histoire
Le cimetière national de Danville est établi par le gouvernement fédéral, juste après la guerre de sécession, en décembre 1866 sur un terrain de 2,6 acres (1,1 ha). Cela fait partie du processus de reconnaissance et de commémoration des militaires morts. Presque toutes les inhumations d'origines sont des prisonniers de guerre unionistes qui ont été détenus dans la ville de Danville. Les entrepôts de tabac ont été convertis en centres d'internement confédéré dans ce but. 
La plupart des prisonniers de l'Union, comme ce fut le cas pour les soldats pendant la guerre, sont morts de maladies infectieuses et de malnutrition. Ces soldats sont d'abord enterrés dans des fosses communes peu marquées. Ils sont ensuite exhumés et ré-inhumé avec des marqueurs individuels. Les soldats viennent de nombreux états, y compris de l'Ohio, de l'Illinois, de la Pennsylvanie, du Massachusetts, de New York, du New Jersey, et du Wisconsin. Le cimetière est ouvert aux visiteurs toute l'année.
Le cimetière national de Danville est inscrit sur le Registre national des lieux historiques en 1995.